# Challenger de Brașov 2024
El torneo Ion Țiriac Challenger 2024 fue un torneo de tenis perteneció al ATP Challenger Tour 2024 en la categoría Challenger 75. Se trató de la 1ª edición; el torneo tuvo lugar en la ciudad de Brașov (Rumania), desde el 1 hasta el 7 de julio de 2024 sobre de tierra batida al aire libre.

## Jugadores participantes del cuadro de individuales
| Preclasificado | País                            | Jugador                   | Rank1 | Posición en el torneo |
| 1              | Bandera de Argentina            | Román Andrés Burruchaga   | 144   | Primera ronda         |
| 2              | Bandera de Estados Unidos       | Nicolas Moreno de Alboran | 148   | Semifinales           |
| 3              | Bandera de Brasil               | Gustavo Heide             | 187   | Segunda ronda         |
| 4              | Bandera de Francia              | Valentin Royer            | 205   | Segunda ronda         |
| 5              | Bandera de Bolivia              | Murkel Dellien            | 214   | CAMPEÓN               |
| 6              | Bandera de Bosnia y Herzegovina | Nerman Fatić              | 219   | Semifinales           |
| 7              | Bandera de Argentina            | Juan Pablo Ficovich       | 222   | Primera ronda         |
| 8              | Bandera de Kazajistán           | Dmitry Popko              | 224   | FINAL                 |

- 1 Se ha tomado en cuenta el ranking del 24 de junio de 2024.

### Otros participantes
Los siguientes jugadores recibieron una invitación (wild card), por lo tanto ingresan directamente al cuadro principal (WC):
- Gabi Adrian Boitan
- Ioan Alexandru Chiriță
- Cezar Crețu

Los siguientes jugadores ingresan al cuadro principal tras disputar el cuadro clasificatorio (Q):
- Hynek Bartoň
- Vlad Andrei Dancu
- Vladyslav Orlov
- Ștefan Paloși
- Radu Mihai Papoe
- Jelle Sels

## Campeones

### Individual Masculino
- Murkel Dellien derrotó en la final a  Dmitry Popko por 6–3, 7–5

### Dobles Masculino
- Javier Barranco Cosano /  Nicolas Moreno de Alboran derrotaron en la final a  Karol Drzewiecki /  Piotr Matuszewski por 3–6, 6–1, [17–15]